# بيت العدل الأعظم

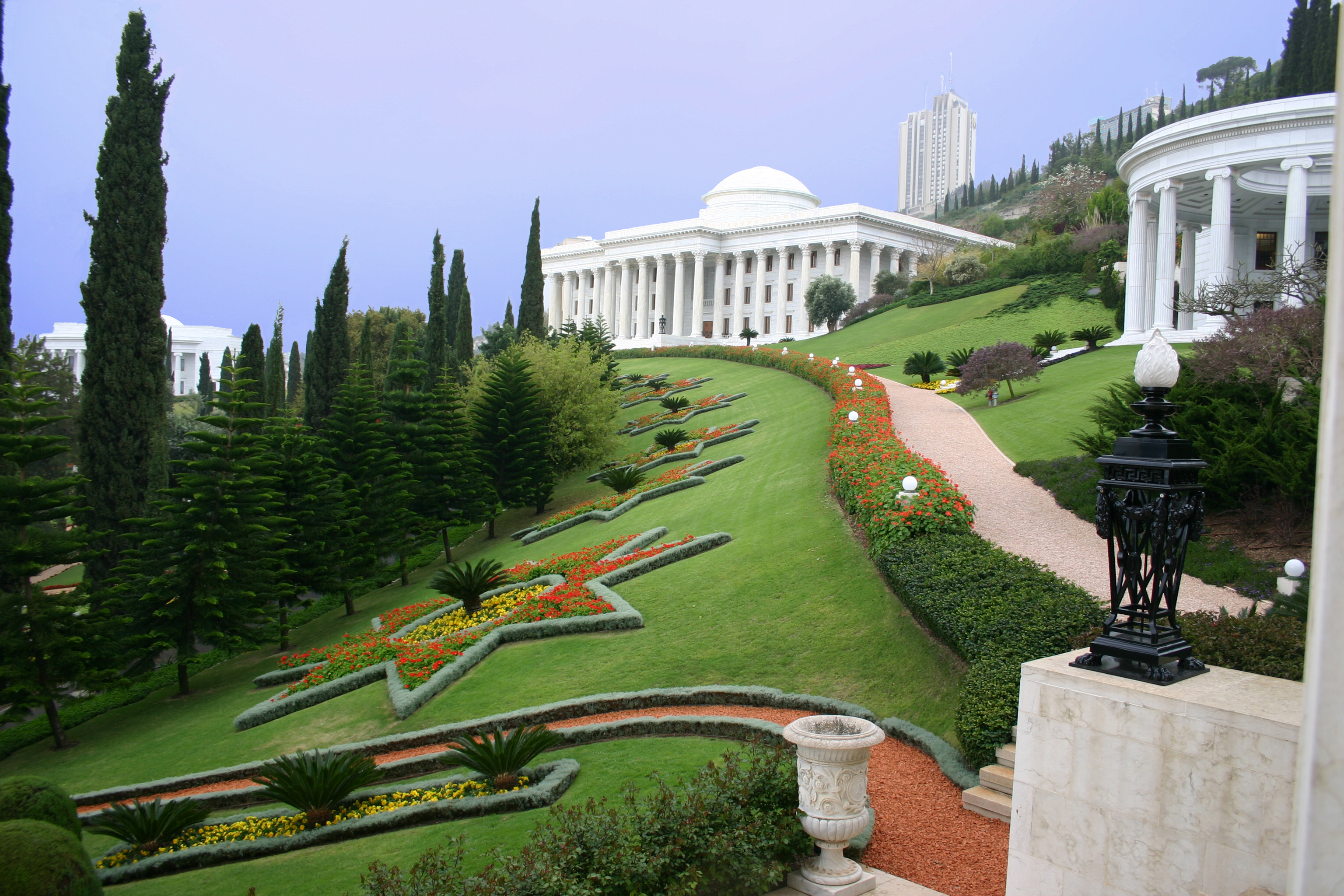
بناية بيت العدل الأعظم على سفح جبل الكرمل في حيفا بإسرائيل.

بيت العدل الأعظم هو هيئةٌ منتخبةٌ لإدارة شؤون الجامعة البهائية على النطاق العالمي، وهي أعلى هيئة إدارية للدين البهائي، مقرها الرئيسي على سفح جبل الكرمل بحيفا في دولة إسرائيل. قام النظام الإداري البهائي على أساسٍ يختلف عن الأنظمة الدينية والإدارية الأخرى. وبُني هذا النظام على أسسٍ ومبادئ أعلنها بهاءالله في الكتاب الأقدس الذي يتضمن أحكام الدين البهائي. عيّن بهاءالله بصريح النص ابنه الأرشد عبدالبهاء مفسرًا ومبينًا لتعاليمه. وحدّد عبدالبهاء المؤسسات الإدارية، وشرح متطلبات وكيفية تأسيس بيت العدل الأعظم وصلاحياته، وأوجد منصب ولاية الأمر، الذي عيّن له حفيده شوقي أفندي رباني على أن يتولاه بعد وفاته.
قام بيت العدل الأعظم في عام 1972م بوضع «ميثاق الأمانة»، وهو النظام الأساسي الذي شرح فيه وظائفه ومسؤولياته ونطاق عمله. ويمكن تلخيص هذه الواجبات والمسؤوليات على النحو التالي: إدارة شؤون المجتمع البهائي عالميًا، وتوجيه وتنظيم وتنسيق الأنشطة البهائية في جميع أنحاء العالم، وحماية النصوص والآثار البهائية، وحماية الجامعة البهائية من الاضطهاد والقمع؛ ونشر تعاليم بهاء الله، وتوسيع وتقوية النظام الإداري البهائي؛ وتعزيز الصفات الروحية في المجتمع البهائي، وترويج السلام بين الأمم؛ وتنفيذ أو إلغاء أو تغيير تلك الأوامر والأحكام غير المنصوصة عليها صراحةً من قِبل بهاءالله، وضمان حقوق الأفراد وحرياتهم وإقداماتهم؛ وتطبيق أصول وأحكام الدين البهائي.

## ألواح الوصايا
في عام 1908م، كتب عبد البهاء وصيته المعروفة باسم «ألواح الوصايا»، والتي شرح فيها بإسهابٍ طبيعة ووظيفة المؤسسات التي أشار إليها بهاءالله لإدارة شئون الدين، مشيرًا للمؤسستين الرئيسيتين وهما مؤسسة «ولاية الأمر» و«بيت العدل الأعظم». أُعطيت صلاحية تفسير وتبيين التعاليم البهائية إلى مؤسسة «ولاية الأمر»، وأصبح شوقي أفندي رباني وليًّا للدين البهائي. فكما عيّن بهاءالله ابنه عبدالبهاء ليكون مركزًا للعهد والميثاق، ومفسّرًا ومبيّنًا لتعاليمه وأحكامه، أصبح لوليّ أمر الله نفس الصلاحية، وبات شوقي أفندي المرجع الأعلى للبهائيين للعودة إليه في الأمور التي تخصّ عقيدتهم. ذكر عبدالبهاء في هذه الوثيقة بيت العدل الأعظم الذي أُعطيت له الصلاحيات التشريعية والإدارية فيما يتعلق بالجامعة البهائية. وأشارت الوثيقة أيضًا إلى أنَّ ولي أمر الله يمكن له أن يستعين بأفرادٍ مؤهلين لمساعدته في إدارة شئون الجامعة. ويلقّب هؤلاء الأفراد بـ أيادي أمر الله. أما بيت العدل الأعظم فيشرف على النظام الإداري العالمي للجامعة البهائية، ويُنتخب أعضاءه في مؤتمرٍ عالمي يشارك فيه أعضاء كافـة المحافل الروحانية المركزية، مرةً واحدةً كل خمس سنواتٍ.
بلغ عدد البهائيين في العالم حين وفاة عبدالبهاء فجر يوم 28 نوفمبر (تشرين الثاني) من عام 1921م حوالي مائة ألف بهائيٍ يعيشون في إيران، بالإضافة إلى مجموعاتٍ صغيرةٍ في بعض دول العالم، وجاليتين كبيرتين في الهند وأمريكا الشمالية.

## شوقي أفندي
بعد وفاة عبدالبهاء، قام شوقي أفندي بالإضافة إلى الأمور المتعلقة بولاية الأمر، بجهودٍ بالغةٍ لإيجاد نظـامٍ للمؤسسـات الإدارية بالصورة التي وضعها بهاءالله، وأسس قواعدها عبدالبهاء. وشجّع إقامة المحافل الروحانية المحلية من أجل إدارة شئون الجامعة البهائية في تلك المنطقة. وعندما بلغ عدد المحافل الروحانية المحلية في أية دولةٍ عددًا معينًا ليمثل قاعدةً قويةً، شجّع ولي أمر الله الجامعة على انتخاب المحفل الروحاني المركزي الذي له صلاحية الإشراف على شئون الدين في تلك الدولة. وتم خلال فترة ولاية شوقي أفندي للدين البهائي، تأسيس محافل روحانيةٍ مركزيةٍ في غالبية دول أوروبا وأمريكا الجنوبية، وزيادةً كبيرةً في أعداد المحافل المحلية، والأفراد البهائيين في جميع أنحاء العالم.
توفى شوقي أفندي بسكتةٍ قلبيةٍ يوم الرابع من شهر نوفمبر (تشرين الثاني) من عام 1957م خلال زيارةٍ لبريطانيا، دون أن يترك من بعده وليًا للأمر البهائي. تلى ذلك فترةً انتقاليةً كان فيها الدين البهائي تحت إدارة مجموعةٍ من الأفراد، وهم "الأمناء"، تم تعيينهم من قبل "أيادي أمر الله". ومن ثمّ، صار لابدّ من انتخاب المؤسسة الأخرى التي لها صلاحية قيادة وإدارة الجامعة البهائية، مؤسسة بيت العدل الأعظم.

## تأسيس بيت العدل الأعظم
تمّ ذلك في ربيع عام 1963م، حيث قام أعضاء ستة وخمسين محفلًا روحانيًا مركزيًا في العالم بانتخاب بيت العدل الأعظم لأول مرةٍ. وتم تنظيم هذه الانتخابات بدعمٍ من «أيادي أمر الله» الذين طلبوا من المشاركين عدم انتخابهم، للحفاظ على نقاء العملية الانتخابية البهائية القائمة على الانتخاب الحر، بدون تأثيرٍ، أو ترشيحٍ، أو دعاياتٍ انتخابيةٍ.
تم إنشاء بيت العدل الأعظم في الموقع الذي عيّنه بهاء الله في «لوح الكرمل» أي على سفح جبل الكرمل، في مدينة حيفا بالأراضي المقدسة. وصار هذا الموقع، حسب إرشادات بهاءالله، مقرًا لبيت العدل الأعظم ومركزًا للدين البهائي.
يجري انتخاب أعضاء بيت العدل الأعظم التسعة كل خمسة سنواتٍ في مؤتمرٍ عالميٍ يُعقد خلال فترة أعياد الرضوان، يشارك فيه أعضاء المحافل الروحانية المركزية (الدولية) من كل أنحاء العالم، ويجري الاقتراع بدون ترشيحٍ أو حملات دعايةٍ. ويمكن اختيار أي فردٍ من بين الرجال البهائيين بالعالم، بغض النظر عن العرق، أو الجنسية، أو الحالة الاجتماعية والاقتصادية للفرد المنتَخب. ولقد اشترك في أحد المؤتمرات الانتخابية التي عقدت في عام 2003م الناخبون الوكلاء الذين مثّلوا أكثر من مئة وثمانٍ وسبعين جامعةً من الجامعات البهائية. ويعتبر البهائيون بيت العدل الأعظم المرجع الأعلى لجميع المؤسسات والأفراد البهائيين في العالم إداريًا وروحيًا.

## مسؤوليات بيت العدل الأعظم
يقوم بيت العدل الأعظم بإدارة الشؤون العالمية للجامعة البهائية والتنسيق بينها. فمن مسؤولياته حفظ وحدة العالم البهائي، ورسم الخطط لتوطيد دعائمه، ونمو الجامعة البهائية العالمية، ونضوج هيئاتها الإدارية، ونشر تعاليم الدين البهائي في العالم، والتأثير الإيجابي فيما يعود بالخير والمنفعة العامة على الناس كافةً. ويكفل بيت العدل الأعظم تقيُّد الجامعة البهائية في كل أنحاء العالم بالشرائع والأحكام التي جاء بها بهاءالله، ومن ضمنها احترام قوانين الدول والحكومات التي يعيشون في ظلّها، سواء كانوا يشكّلون أغلبيةً أو أقليةً سكانيّةً في تلك الدول.
ولا يقتصر وظائف بيت العدل الأعظم على البهائيين فحسب، وإنما يدعو بهاءالله بيت العدل الأعظم لكي يسعى لإحلال السلام الدائم بين أمم العالم ودُوَله، وتربية العباد، وازدهار الحضارة الإنسانية. ويقوم بيت العدل الأعظم بتنظيم وتنفيذ مبادراتٍ مختلفةٍ للدعوة للسلام العالمي، وتطوير المشاريع التي تدعم التعليم، وحقوق الإنسان، و تحسين أوضاع المرأة، ومشاريع التنمية الاجتماعية والاقتصادية.
بالإضافة إلى المسؤوليات الإدارية، يعتبر البهائيون بيت العدل الأعظم هيئةً معصومةً ومؤيدةً من قبل الله، أُذِن لها بالتّشريع فيما ليس مذكورًا في كتب بهاء الله وألواحه، أو في كتابات عبد البهاء. وطبقاً للنص الواضح من قِبَل كلٍّ من بهاءالله وعبدالبهاء، فإنَّ لتشريعات بيت العدل الأعظم لدى البهائيين السلطة ذاتها التي تتمتع بها النصوص المقدسة. والفارق هنا، أنَّ بيت العدل الأعظم يحقّ له تغيير أو نسخ أيٍّ من تشريعاته هو حسب تطور الجامعة البهائية، أو حسب ما يستجدّ من الظروف، ولكنه لا يملك الحق في تغيير أو نسخ أيٍّ من الأحكام والشرائع التي أنزلها بهاءالله. ويتم اتخاذ كل القرارات في جوٍ من المشورة الهادئة والهادفة وبالإجماع، فإن تعذّر فبأكثرية الآراء. وكذلك ليس لـ أعضاء بيت العدل الأعظم (كأفرادٍ) أية صلاحياتٍ خاصةٍ أو رتبةٍ دينيةٍ.

## المؤسسات الإدارية المحلية والمركزية
إن عدم توفر الكهنة ورجال الدين في النظم البهائي يضع مسؤولية إدارة شؤون الجامعة البهائية على عاتق الأفراد، مما يؤدي إلى مشاركة الأفراد الفعلية على المستوى المحلي (المدينة أو القرية) و المركزي (الدولة)، و العالمي. وقد تأسس أول المحافل الروحانية المحلية في نهاية القرن التاسع عشر. وفيما يلي موجزًا عن المحافل المحلية والمركزية وصلاحياتها.
المحافل الروحانيّة المحلـّيــّة
على النّطاق المحلّي، يتم إدارة شؤون المجتمع البهائي عن طريق محفلٍ روحانيٍ محلّيٍ في كل مدينةٍ أو قريةٍ يكون فيها عدد البهائيّين الذين أتموا سن الحادية والعشرين تسعةً فأكثر. ويتكــوّن المحفل من تسعة أعضاء، يُنتَخبون من بين رجال ونساء المجتمع البهائي المحلي. ومن مسئوليات أعضاء المحافل الرّوحانيّة المحليّة التشاور في مصالح الجامعة لوجه الله وكأنهم يتشاورون في مصالحهم الخاصة، ويتم اتخاذ القرارات بالإجماع بعد إجراء المشورة الهادئة الهادفة وإلاّ فبالأكثرية. ولان أعضاء هذه المحافل من الأشخاص الذين يقيمون في هذه المناطق، والذين تم انتخابهم حسب إرادة الجامعة المحلية، فهم على علمٍ باحتياجات مجتمعهم المحلي ومؤهلون لإدارة شؤونه. ويحثّ البهائيون على اتباع قرارات المحافل المحلية بطاعةٍ قلبيةٍ خالصةٍ، ولكن للأفراد، عند الضرورة، حقّ عرض وجهة نظرهم على المحافل المحلية، على أن يتم ذلك بكل احترامٍ للهيئة الإدارية المنتخبة. ويتم انتخاب المحافل المحلية في 21 إبريل من كل عامٍ.
تكوّن المحافل الرّوحانيّة المحلّية الوحدة الأساسيّة لنظام بهاءالله العالمي، وتهتم بالأفراد والعائلات البهائية، وتشجعهم على إقامة مجتمعٍ بهائيٍ قائمٍ على الأوامر والتعاليم والمبادئ التي أعلنها بهاءالله، وتقديم الخدمات الإدارية للجامعة البهائية المحلية. وتقع عليها أيضًا مسؤولية تجديد قواعد الأخلاق، وبعث حياة اجتماعية تتسم بالانسجام والتفاهم بين الناس، والعمل على خدمة مصالح المناطق والأقاليم والأمم التي تنتمي إليها تلك الجامعات. فبالإضافة للعمل على دعم وتيسير الشؤون الإدارية للجامعة البهائية المحلية، فإن على المحافل المحلية المشاركة الفعالة، ودعم المشاريع المحلية التي قد تساعد على خلق روح الإخاء والتعاون بين أفراد المجتمع المحلي، وتشجيع أفراد الجامعة على المشاركة بالنشاطات الاجتماعية والخيرية والبيئية، والمساهمة في نشر مبدأ وحدة العالم الإنساني. وعليها أيضًا أن تحترم قوانين مجتمعاتها وتتقيّد بها، بدون أن يكون لها، حسب المبادئ البهائية، أية مشاركةٍ أو تمثيلٍ سياسيٍ على النطاق المحلي أو الدولي.
المحافل الروحانيّة المركزيّة
بالإضافة إلى المحافل المحلية التي تُعتبر لبنة الأساس في النظام الإداري البهائي، يوجد في كل قُطرٍ محفلاً روحانيًا مركزيًا يتألف من تسعة أعضاءٍ. ويتم انتخاب أعضاء المحافل المركزية من قِبَل وكلاء عن المجتمعات البهائيّة المحلية، وينتخب الأعضاء من بين البهائيّين، رجالاً ونساءً، الذين أتموا سن الحادية والعشرين والمقيمين بالقُطر. ويتم انتخاب المحافل الروحانية المركزية مرةً كل عامٍ خلال اجتماعاتٍ تُعقد عادةً في نهايات شهر أبريل.
ويُشرف المحفل الروحاني المركزي على إدارة شؤون البهائيّين في تلك الدولة بما في ذلك المحافل الرّوحانيّة المحليّة في المدن والقرى المختلفة. وكما هو الأمر فيما يتعلق بالمحافل الروحانية المحلية، فإنه لا يُسمح بالترشيح للانتخابات، ولا القيام بالدعايات الانتخابية من قِبل أعضاء الجامعة أو غيرهم. تتم الانتخابات عن طريق الإدلاء بالرأي بالاقتراع السرّي. وتخضع المحافل الروحانية المركزية في جميع أنحاء العالم لدستورٍ يوضّح سلطاتها وواجباتها وكيفية الإشراف على جميع الأنشطة والشؤون البهائية في البلد الذي تتواجد فيه. والمحفل المركزي هو الهيئة التي تمثل شؤون البهائيين العامة في تلك الدولة، وخاصةً فيما يتعلق بعلاقة الجامعة الرسمية مع المؤسسات الرسمية لتلك الدولة، وذلك مع الحفاظ على مبدأ عدم التدخل في الأمور الحزبية والسياسية.
ويقوم أعضاء المحافل الروحانية المركزية في العالم، باعتبارهم وكلاء يمثّلون جميع البهائيين في العالم، في مؤتمرٍ عالميٍ يُعقد في المركز البهائي العالمي مرةً كل خمس سنواتٍ، لانتخاب تسعة أفرادٍ من بين بهائيي العالم، ليصبحوا أعضاء بيت العدل الأعظم.